# 木星の太陽面通過 (海王星)
海王星における木星の太陽面通過（もくせいのたいようめんつうか）とは、海王星と太陽のちょうど間に木星が入り、太陽面を通過する天文現象である。

## 概要
海王星における木星の太陽面通過は、紀元前125000年から125000年の25万年間で754回ある。前回は1447年2月20日、次回は2188年8月8日に起こる。

## 太陽面通過の起こる日
日付は最大食の日付(UTC)。ここでの「BC」は紀元前を示す。
| 年月日         | 最大食 |
| -------------- | ------ |
| BC1187年1月2日 | 06:00  |
| BC446年5月11日 | 13:12  |
| 130年7月20日   | 17:45  |
| 871年12月11日  | 21:07  |
| 1447年2月20日  | 00:57  |
| 2188年8月8日   | 06:43  |
| 2354年10月5日  | 23:45  |
| 2929年11月15日 | 17:16  |
| 3671年4月27日  | 18:28  |
| 4246年6月12日  | 01:26  |

## 同時太陽面通過
- 121410年5月14日、122650年5月15日、123391年8月13日の太陽面通過は、同時に水星の太陽面通過も起こる。
- 15124年4月8日、78167年8月29日の太陽面通過は、同時に金星の太陽面通過も起こる。